# Пуатье, Сидни
Сидни Пуатье (англ. Sidney Poitier, 20 февраля 1927[…], Майами, Флорида[…] — 6 января 2022[…], Лос-Анджелес, Калифорния) — багамский и американский актёр, первый темнокожий актёр, получивший «Оскар» за лучшую мужскую роль («Полевые лилии», 1963 год), впоследствии дипломат. С 2012 по 2022 год являлся самым пожилым лауреатом премии «Оскар» за лучшую мужскую роль.

## Биография

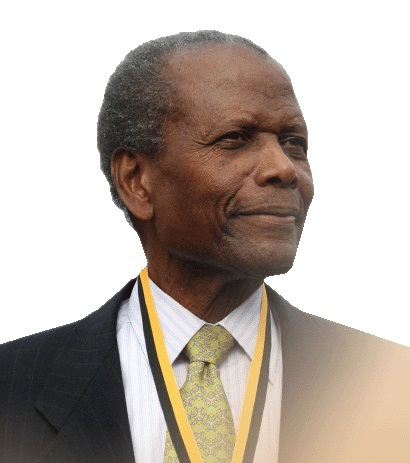
Пуатье в 2013 году

Родился в Майами, родители его были родом с Багамских (Лукайских) островов. Детство провёл на острове Кэт и в Нассау, в США вновь попал в 15-летнем возрасте. Несмотря на сильный багамский акцент, Пуатье приобрел славу лучшего чернокожего актёра Америки, играя в таких постановках, как «Порги и Бесс».
За этим последовали фильмы, в которых он играл наравне с белыми актёрами, например «Не склонившие головы» (1959, режиссёр Стэнли Крамер) с Тони Кёртисом. Также в 1959 году Пуатье снялся в заглавной мужской роли в музыкальной картине «Порги и Бесс» (режиссёр Отто Премингер) по мотивам одноимённой оперы Джорджа Гершвина.
Во время борьбы афроамериканцев за свои права Пуатье стал первым чернокожим актёром, гонорары которого не уступали заработкам белых («Учителю, с любовью», 1967).
В конце 1960-х годов Пуатье принимает участие в нескольких известных фильмах на темы расовой ненависти и предрассудков, в частности «Угадай, кто придёт к обеду?», «Душной южной ночью». В последней картине Пуатье сыграл одного из своих самых популярных персонажей — Вёрджила Тиббса, детектива из Филадельфии. Позднее к этой ленте были выпущены два продолжения: «Меня зовут мистер Тиббс!» (1970) и «Организация» (1971).
В 1970-е годы занимался преимущественно режиссурой.

## Личная жизнь
В первом браке — с танцовщицей Хуанитой Харди — у Сидни Пуатье появились на свет четыре дочери. Ещё двух девочек родила ему канадская актриса с литовско-еврейскими корнями Джоанна Шимкус, известная по роли Летиции Вайс в фильме «Искатели приключений» Робера Энрико. Сидни и Джоанна поженились в 1976 году, после чего Шимкус оставила кинематограф. Их младшая дочь Сидни Тамиа Пуатье стала актрисой, известность ей принесла в основном роль в чёрной комедии Квентина Тарантино «Доказательство смерти» (2007).
Второй брак Сидни Пуатье продлился до его смерти. Он умер 6 января 2022 года в возрасте 94 лет.

## Дипломатическая карьера
В апреле 1997 года Пуатье был назначен послом Багамских Островов в Японии и занимал этот пост до 2007 года. Он также был постоянным представителем Багамских Островов при ЮНЕСКО.

## Фильмография
| Год       |    | Русское название                              | Оригинальное название            | Роль                   |
| --------- | -- | --------------------------------------------- | -------------------------------- | ---------------------- |
| 1947      | ф  | —                                             | Sepia Cinderella                 | человек в ночном клубе |
| 1950      | ф  | Выхода нет                                    | No Way Out                       | доктор Лютер Брукс     |
| 1951      | ф  | Заплачь, любимая страна                       | Cry, the Beloved Country         | преподобный Мсимангу   |
| 1952      | с  | —                                             | CBS Television Workshop          | н/д                    |
| 1952      | ф  | Экспресс «Красный шар»                        | Red Ball Express                 | капрал Эндрю Робертсон |
| 1952      | с  | Сборник                                       | Omnibus                          | н/д                    |
| 1952—1955 | с  | Телевизионный театр Филко                     | The Philco Television Playhouse  | Томми Тайлер           |
| 1954      | ф  | Вперёд, человек, вперёд                       | Go Man Go                        | Инмен Джексон          |
| 1955      | ф  | Школьные джунгли                              | Blackboard Jungle                | Грегори В. Миллер      |
| 1955      | с  | Телевизионный театр Крафта                    | Kraft Television Theatre         | н/д                    |
| 1956      | ф  | До свидания, моя леди                         | Good-bye, My Lady                | Гейтс Уотсон           |
| 1957      | ф  | На окраине города                             | Edge of the City                 | Томми Тайлер           |
| 1957      | ф  | Нечто ценное                                  | Something of Value               | Кимани Ва Каранжа      |
| 1957      | ф  | Банда ангелов                                 | Band of Angels                   | Рау-Ру                 |
| 1957      | ф  | —                                             | The Mark of the Hawk             | Обам                   |
| 1958      | ф  | Не склонившие головы                          | The Defiant Ones                 | Ноа Каллен             |
| 1958      | ф  | —                                             | Virgin Island                    | Маркус                 |
| 1959      | ф  | Порги и Бесс                                  | Porgy and Bess                   | Порги                  |
| 1960      | ф  | Все молодые люди                              | All the Young Men                | сержант Эдди Таулер    |
| 1961      | ф  | Изюм на солнце                                | A Raisin in the Sun              | Уолтер Ли Янгер        |
| 1961      | ф  | Парижский блюз                                | Paris Blues                      | Эдди Кук               |
| 1962      | ф  | Точка давления                                | Pressure Point                   | доктор                 |
| 1963      | ф  | Полевые лилии                                 | Lilies of the Field              | Гомер Смит             |
| 1964      | ф  | Корабли викингов                              | The Long Ships                   | Али Мансу              |
| 1965      | ф  | Величайшая из когда-либо рассказанных историй | The Greatest Story Ever Told     | Симон Киринеянин       |
| 1965      | ф  | Случай с Бедфордом                            | The Bedford Incident             | Бен Мансфорд           |
| 1965      | ф  | Тонкая нить                                   | The Slender Thread               | Алан Ньюэлл            |
| 1965      | ф  | Клочок синевы                                 | A Patch of Blue                  | Гордон Ралф            |
| 1966      | ф  | Дуэль в Диабло                                | Duel at Diablo                   | Толлер                 |
| 1967      | ф  | Учителю, с любовью                            | To Sir, with Love                | Марк Текерей           |
| 1967      | ф  | Душной южной ночью                            | In the Heat of the Night         | Вёрджил Тиббс          |
| 1967      | ф  | Угадай, кто придёт к обеду?                   | Guess Who’s Coming to Dinner     | Джон Прентис           |
| 1968      | ф  | Ради любви к Айви                             | For Love of Ivy                  | Джек Паркс             |
| 1969      | ф  | Потерянный человек                            | The Lost Man                     | Джейсон Хиггс          |
| 1970      | ф  | Меня зовут мистер Тиббс!                      | They Call Me Mister Tibbs!       | Вёрджил Тиббс          |
| 1971      | ф  | Брат Джон                                     | Brother John                     | Джон Кейн              |
| 1971      | ф  | Организация                                   | The Organization                 | Вёрджил Тиббс          |
| 1972      | ф  | Бак и проповедник                             | Buck and the Preacher            | Бак                    |
| 1973      | ф  | Тёплый декабрь                                | A Warm December                  | доктор Мэтт Янгер      |
| 1974      | ф  | Субботний вечер на окраине города             | Uptown Saturday Night            | Стив Джексон           |
| 1975      | ф  | Заговор Уилби                                 | The Wilby Conspiracy             | Шек Твала              |
| 1975      | ф  | Давай сделаем это снова                       | Let's Do It Again                | Клайд Уильямс          |
| 1977      | ф  | Часть денег                                   | A Piece of the Action            | Мэнни Даррелл          |
| 1988      | ф  | Огонь на поражение                            | Shoot to Kill                    | Уоррен Стантин         |
| 1988      | ф  | Маленький Никита                              | Little Nikita                    | Рой Парментер          |
| 1991      | с  | Разделённые, но равные                        | Separate But Equal               | Тэргуд Маршалл         |
| 1992      | ф  | Тихушники                                     | Sneakers                         | Дональд Криз           |
| 1995      | с  | Дети праха                                    | Children of the Dust             | Джипси Смит            |
| 1996      | тф | Учителю, с любовью 2                          | To Sir, with Love II             | Марк Текерей           |
| 1997      | тф | Мандела и де Клерк                            | Mandela and de Klerk             | Нельсон Мандела        |
| 1997      | ф  | Шакал                                         | The Jackal                       | Картер Престон         |
| 1998      | тф | Уйти из Эдема                                 | Free of Eden                     | Уилл Климонс           |
| 1998      | тф | Дэвид и Лиза                                  | David and Lisa                   | доктор Джек Миллер     |
| 1999      | тф | Простая жизнь Ноа Дирборна                    | The Simple Life of Noah Dearborn | Ноа Дирборн            |
| 2001      | тф | Последний каменщик Америки                    | The Last Brickmaker in America   | Генри Кобб             |

## Премии и награды
- «Серебряный медведь» за лучшую мужскую роль на 3-м Берлинском кинофестивале за роль в фильме «Не склонившие головы».
- Премия «BAFTA» за лучшую мужскую роль — «Не склонившие головы».
- Премия лучшему актёру Сан-Себастьянского кинофестиваля — «Ради любви к плющу».
- «Оскар» за лучшую мужскую роль — «Полевые лилии».

### на английском языке
- Poitier, Sidney (1980). This Life. Alfred a Knopf Inc., 374 pages. ISBN 978-0-3945-0549-7
- Poitier, Sidney (2007). The Measure of a Man: A Spiritual Autobiography. HarperSanFrancisco, 272 pages. ISBN 978-0-0613-5790-9
- Poitier, Sidney (2008). Life Beyond Measure: Letters to My Great-Granddaughter. HarperOne, 285 pages. ISBN 978-0-0614-9618-9

- Goudsouzian, Aram (2004). Sidney Poitier: Man, Actor, Icon. University of North Carolina Press, 480 pages. ISBN 978-0-8078-2843-4
- Powers, Philip (2020). Sidney Poitier Black and White: Sidney Poitier's Emergence in the 1960s as a Black Icon. Sydney: Independently published, 465 pages. ISBN 979-8-5676-3871-2